# Strzelce-Kolonia (województwo łódzkie)
Strzelce-Kolonia (do 2021 Strzelce) – kolonia w Polsce położona w województwie łódzkim, w powiecie kutnowskim, w gminie Strzelce.
Nazwa miejscowości została zmieniona 1.01.2022 r. z nazwy Strzelce, na Strzelce-Kolonia.
W latach 1975–1998 miejscowość należała administracyjnie do województwa płockiego.